# Ernst Gottlieb von Steudel
Ernst Gottlieb Theophil von Steudel, född 30 maj 1783 i Esslingen am Neckar, död där 12 maj 1856, var en tysk läkare och botaniker.
Steudel blev medicine doktor i Tübingen 1805, levde från 1806 som läkare i Esslingen och blev överläkare 1828. Hans vetenskapliga arbete ägnades nästan uteslutande åt botaniken och ledde till det omfattande namn- och synonymlexikonet Nomenclator botanicus (1821–1824; ny upplaga i två delar 1840–1841). Den växtgeografiska och floristiska forskningen befrämjade han genom den reseförening, som han (gemensamt med Christian Ferdinand Friedrich Hochstetter, präst i Esslingen) stiftade 1825 och som till avlägsna länder utsände ett stort antal framstående botaniska samlare.
Auktorsnamnet Steud. kan användas för Ernst Gottlieb von Steudel i samband med ett vetenskapligt namn inom botaniken; se Wikipediaartiklar som länkar till auktorsnamnet.